# Роуз Сити (Мичиген)
Роуз Сити (Мичиген) (енгл. Rose City) град је у америчкој савезној држави Мичиген. По попису становништва из 2010. у њему је живело 653 становника.

## Демографија
Према попису становништва из 2010. у граду је живело 653 становника, што је 68 (9,4%) становника мање него 2000. године.
| Група             | 2000.       | 2010.       |
| Белци             | 691 (95,8%) | 626 (95,9%) |
| Афроамериканци    | 1 (0,1%)    | 1 (0,2%)    |
| Азијати           | 0 (0,0%)    | 2 (0,3%)    |
| Хиспаноамериканци | 10 (1,4%)   | 11 (1,7%)   |
| Укупно            | 721         | 653         |